# خالد المعروفي
خالد المعروفي  (1979 المغرب) هو لاعب كرة قدم مغربي.

## روابط خارجية
- الخالدي المعروفي على موقع قاعدة بيانات كرة القدم.إي يو (الإنجليزية)